# Västra Ärsjön
Västra Ärsjön är en sjö i Malung-Sälens kommun i Dalarna och ingår i Dalälvens huvudavrinningsområde. Sjön har en area på 0,275 kvadratkilometer och ligger 468,2 meter över havet. Sjön avvattnas av vattendraget Kinnvallen. Vid provfiske har abborre, gädda, lake och mört fångats i sjön.

## Delavrinningsområde
Västra Ärsjön ingår i det delavrinningsområde (677488-134672) som SMHI kallar för Utloppet av Västra Ärsjön. Medelhöjden är 504 meter över havet och ytan är 16,27 kvadratkilometer. Det finns inga avrinningsområden uppströms utan avrinningsområdet är högsta punkten. Kinnvallen som avvattnar avrinningsområdet har biflödesordning 4, vilket innebär att vattnet flödar genom totalt 4 vattendrag innan det når havet efter 453 kilometer. Avrinningsområdet består mestadels av skog (64 procent) och sankmarker (22 procent). Avrinningsområdet har 0,52 kvadratkilometer vattenytor vilket ger det en sjöprocent på 3 procent.